# La Zoma
La Zoma ist eine spanische Gemeinde in der Provinz Teruel, die zur Autonomen Region Aragonien gehört. Sie ist Teil der Comarca (Kreis) Cuencas Mineras. 2024 hatte die Gemeinde 27 Einwohner. 

## Lage
La Zoma liegt circa 58 Kilometer nordnordöstlich der Provinzhauptstadt Teruel in einer Höhe von ca. 1150 m. 

## Bevölkerungsentwicklung
| Jahr      | 1970 | 1981 | 1991 | 2001 | 2011 | 2021 |
| Einwohner | 64   | 49   | 51   | 29   | 23   | 31   |

## Sehenswürdigkeiten
- Kirche Mariä Himmelfahrt